# Voyage (musikalbum av David Crosby)
Voyage är en 3xCD-Box med David Crosby. Den innehåller höjdpunkter från hans karriär som soloartist och med musikgrupper som The Byrds, Crosby, Stills & Nash, Crosby, Stills, Nash & Young, Crosby & Nash och CPR (David Crosby, Jeff Pevar och David Crosbys son James Raymond). Spåren på albumet är ordnade i en allmän kronologisk utgivningsordning. En hel CD ägnas åt tidigare outgivet material, främst akustiska demo-spår. Albumet organiserades av Graham Nash, som också har sammanställd samlings-boxar för sig själv och för Stephen Stills.

## Låtlista
CD 1: Essential Vol. 1
1. "Eight Miles High" — The Byrds (3:34)
2. "Renaissance Fair" — The Byrds (1:51)
3. "Everybody's Been Burned" — The Byrds (2:59)
4. "Wooden Ships" — Crosby, Stills & Nash (5:27)
5. "Guinnevere" — Crosby, Stills & Nash (4:38)
6. "Long Time Gone" — Crosby, Stills & Nash (4:17)
7. "Déjà Vu" — Crosby, Stills, Nash & Young (4:10)
8. "Almost Cut My Hair" — Crosby, Stills, Nash & Young (4:21)
9. "Tamalpais High (At About 3)" — David Crosby (3:31)
10. "Laughing" — David Crosby (5:24)
11. "Music Is Love" — David Crosby (3:21)
12. "Song With No Words (Tree With No Leaves)" — David Crosby (5:56)
13. "What Are Their Names?" — David Crosby (4:11)
14. "I'd Swear There Was Somebody Here" — David Crosby (1:21)
15. "Where Will I Be?" — Crosby & Nash (3:20)
16. "Page 43" — Crosby & Nash (2:55)
17. "Critical Mass" — Crosby & Nash (1:20)
18. "Carry Me" — Crosby & Nash (3:33)
19. "Bittersweet" — Crosby & Nash (2:38)
20. "Naked In The Rain" — Crosby & Nash (2:26)
21. "Dancer" – Crosby & Nash (4:49)

CD 2: Essential Vol. 2
1. "Shadow Captain" — Crosby, Stills & Nash (4:31)
2. "In My Dreams" — Crosby, Stills & Nash (5:12)
3. "Delta" — Crosby, Stills & Nash (4:13)
4. "Compass" — Crosby, Stills, Nash & Young (5:27)
5. "Tracks In The Dust" — David Crosby (4:48)
6. "Arrows" — Crosby, Stills & Nash (3:52)
7. "Hero" — David Crosby (4:37)
8. "Yvette in English" — David Crosby (5:53)
9. "Rusty and Blue" — CPR (7:30)
10. "Somehow She Knew" — CPR (7:05)
11. "Breathless" — CPR (5:16)
12. "Map to Buried Treasure" — CPR (5:33)
13. "At The Edge" — CPR (4:21)
14. "Through Here Quite Often" — Crosby & Nash (4:00)
15. "My Country 'Tis Of Thee" — David Crosby (1:57)

CD 3: Buried Treasure
1. "Long Time Gone" (demo) — Crosby & Stills (4:32)
2. "Guinnevere" (alternativ mix) — David Crosby (4:19)
3. "Almost Cut My Hair" (demo) — David Crosby (5:22)
4. "Games" (demo) — David Crosby (3:05)
5. "Déjà Vu" (demo) — Crosby & Nash (2:36)
6. "Triad" (demo) — David Crosby (5:26)
7. "Cowboy Movie" (studioversion) — David Crosby (10:57)
8. "Kids and Dogs" (outgiven sång) — David Crosby (6:58)
9. "Have You Seen The Stars Tonight?" (alternativ mix) — Paul Kantner / Jefferson Starship (3:06)
10. "The Lee Shore" (live) — Crosby & Nash (4:24)
11. "Traction in the Rain" (live) — Crosby & Nash (3:36)
12. "King of the Mountain" (demo) — David Crosby (2:44)
13. "Homeward Through The Haze" (slternativ mix) — Crosby, Stills, Nash & Young (4:22)
14. "Samurai" (studioversion) — David Crosby (1:40)
15. "Climber" (studioversion) — Crosby, Stills, Nash & Young (5:18)
16. "Dream For Him" (live) — Crosby, Stills, Nash & Young (7:57)

- Låtarna på CD 3 är alla tidigare outgivna.